# The One with the Apothecary Table
"The One with the Apothecary Table" es el undécimo episodio de la sexta temporada de la serie de televisión cómica Friends, emitido originalmente en la cadena NBC, en Estados Unidos, el 6 de enero de 2000. La trama se refiere a Rachel (Jennifer Aniston) comprando una mesa de boticario de Pottery Barn y tratando que su compañera de piso Phoebe (Lisa Kudrow) no se entere de que ella la compró en una tienda de la cadena.
El episodio fue dirigido por Kevin S. Bright, escrito por Brian Boyle (de una historia por Zachary Rosenblatt) y aparece como estrella invitada Elle Macpherson en su última aparición como el personaje Janine Lecroix. El episodio y la producción atrajo críticas de la flagrante colocación de productos en la historia.

## Trama
Rachel compra una mesa de boticario de Pottery Barn para el apartamento que comparte con Phoebe. Monica (Courteney Cox) le advierte que Phoebe odia los muebles fabricados en serie y todo lo que no tiene historia. Con el fin de mantener la mesa, Rachel hace creer a Phoebe que la ha comprado en un mercado para que piense que es antigua. Como Ross ha comprado la misma mesa, Rachel se inventa otra mentira para que Phoebe no sospeche, pero hace a Ross quedar mal con Phoebe. Rachel termina comprando mucha decoración de Pottery Barn, y todavía sigue mintiendo sobre dónde lo ha comprado, diciendo que es todo de la época colonial e inventándose historias. Cuando Phoebe se entera de que Rachel le ha estado mintiendo, admite que le gusta Pottery Barn. Phoebe ve una lámpara en Pottery Barn, que es la única cosa que Rachel no ha comprado, así que ella intencionalmente dice que se mudará si ella no compra esa lámpara.
Por otro lado, Joey (Matt LeBlanc) y Janine salen en una cita doble con Chandler (Matthew Perry) y Monica. Cuando llegan a casa, Janine le dice a Joey que no le gustan sus amigos. Joey está confuso, pero prefiere acabar con Janine que dejar de ver a sus amigos. La situación se intensifica en una pelea fuera de pantalla entre Janine y Monica. Joey corta con ella y se queda solo de nuevo en su piso.

## Recepción
Entertainment Weekly clasifica al episodio co una B+, describiendo el criticismo de Janine de Monica y Chandler como inspirados, y disfrutando la burla del "omnipresente" Pottery Barn. Los autores de Friends Like Us: The Unofficial Guide to Friends señalan que la audiencia es consciente de que nuevos personajes no se quedan por mucho tiempo en la serie, citando a Paolo, Julie, Richard Burke y Emily Waltham como ejemplos. Describen el personaje de Janine como carente de personalidad, sugiriendo que es malo o la mala actuación de MacPherson.
En un artículo del 2004 para celebrar el final de la serie, EW compiló una lista de "mejor colocación de productos", colocando éste episodio en el número uno. Cuando se preguntó en el 2000 porque había colocación de productos en el episodio, Peter Roth de Warner Bros. restó importancia a las críticas afirmando que el acuerdo con Pottery Barn era "compensar los altos costos de producción.".
Este episodio se citó en un estudio de colocación de productos en televisión.